# Малковские
Малковские — польский дворянский род герба Бомбек.
Происходят от Ивана, который за храбрость и мужество, выказанные под командой Виленского Воеводы великого гетмана Литовского княжества Михаила Паца, и по ходатайству его возведён в дворянство на коронном Сейме 1673 года. Водворились в Плоцком воеводстве.
- Малковский, Константин Осипович (1816 или 1817—1905) — сенатор, тайный советник.

## Описание герба
Щит напол-разделённый; в правом красном поле золотой лев, вправо; в левом же, голубом, пять роз на серебряной перевязи, влево. В навершии шлема дворянская корона.